# Wigston Magna
Wigston Magna è una cittadina di 33 116 abitanti della contea del Leicestershire, in Inghilterra.